# 多米尼加裔美国人
多米尼加裔美国人是指祖先來自多明尼加的美國人，或者是出生在美国的多米尼加人或从多米尼加移民到美国的人。截至2021年，美国约有240万多米尼加裔。多米尼加裔美国人是美國東北部第二大西班牙裔群体，也是美國全國第五大拉丁裔群体。
1613年，一位多米尼加商人抵達曼哈頓，他也是第一位移民北美十三殖民地的多米尼加人。  1 世纪和20世纪初，又有数以千计的多米尼加人抵達埃利斯島。 20世纪60年代，拉斐尔·特鲁希略垮台之后，又有許多多米尼加人移民美國。